# Анджей Адамчик
Анджей Мечислав Адамчик (пол. Andrzej Mieczysław Adamczyk, нар. 4 січня 1959, Крешовиці) — польський політик і місцевий урядовець. Член сейму V, VI, VII та VIII термінів, у 2015—2018 рр. Міністр інфраструктури та будівництва в уряді Беати Шидло та Матеуша Моравецького, з 2018 Міністр інфраструктури.
У 1979 році закінчив Будівельний шкільний комплекс у Крешовицях. У 2014 році в Олькуській філії Соціанської академії наук в Лодзі він отримав ступінь бакалавра бухгалтерського обліку та фінансів в управлінні — фінансовий аналіз підприємств. Отримав ступінь магістра в тому ж підрозділі в 2016 році. Двічі (у 1998 та 2002 роках) він був обраний на раду Краківського повіту, він був головою Комітету з інфраструктури та муніципального господарства. Він діяв в Центровій угоді, потім він приєднався до Права та справедливості.
У 2005 році з списку PiS він був обраний на сейм 5-го терміну в Краківському районі за кількістю 1582 голосів. На парламентських виборах 2007 року він вдруге отримав парламентський мандат, отримавши 3421 голос. У 2011 році він успішно подав заявку на переобрання та отримав 14297 голосів.
У 2015 році Адамчик знову був обраний у Сейм, отримавши 18 514 голосів. 16 листопада того ж року він був призначений міністром інфраструктури та будівництва від уряду Беати Шидло. 11 грудня 2017 р. Адамчик отримав цю посаду у новоствореному уряді Матеуша Моравецького. 9 січня 2018 року був звільнений з посади, а наступного дня призначений міністром інфраструктури.